# Lygaeus formosus
Lygaeus formosus är en insektsart som beskrevs av Blanchard 1840. Lygaeus formosus ingår i släktet Lygaeus och familjen fröskinnbaggar. Inga underarter finns listade i Catalogue of Life.